# Peter Bartholomeus

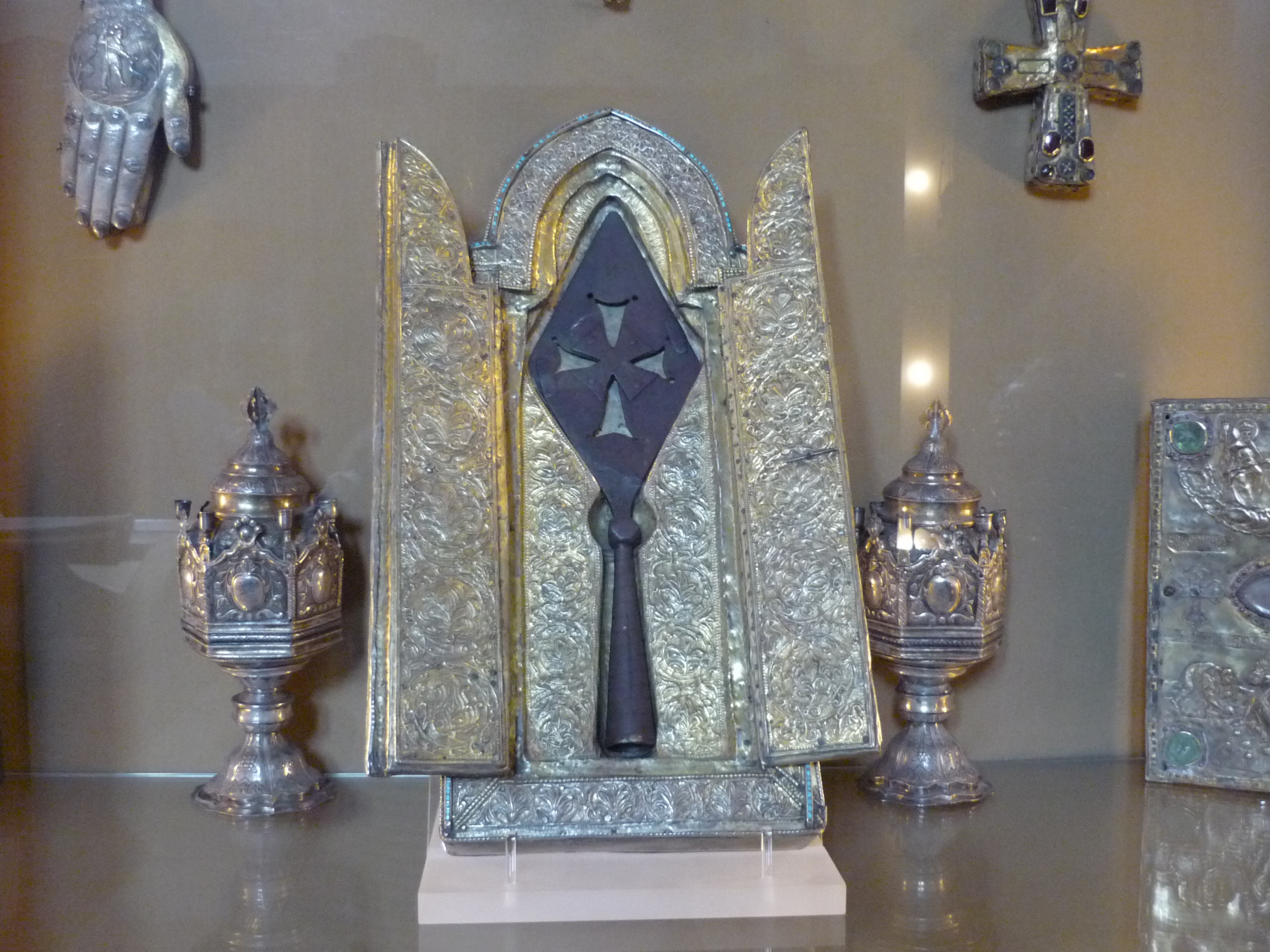
De Heilige Lans

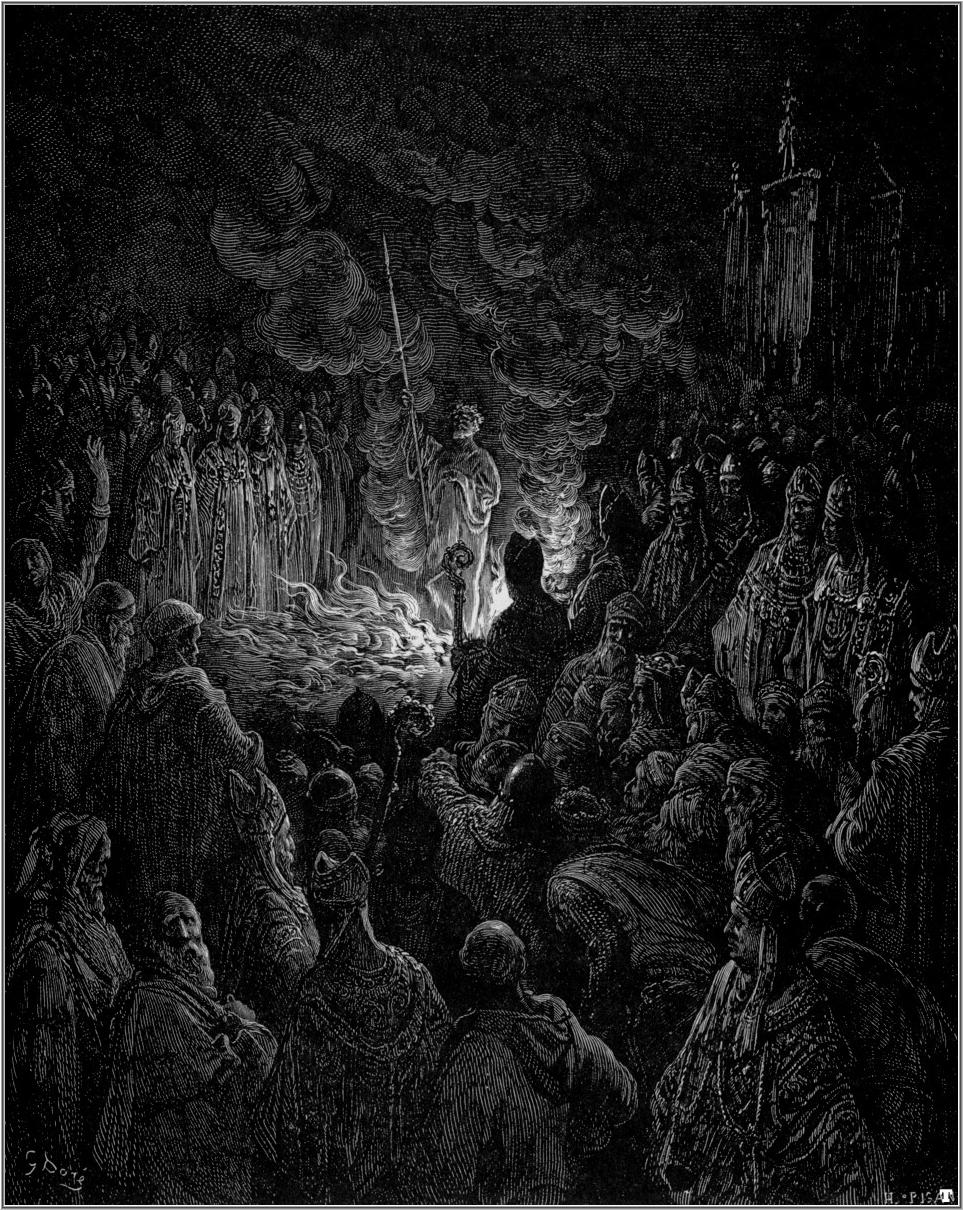
Het godsoordeel van Peter Bartholomeus.

Peter Bartholomeus (overleden 20 april 1099) was een soldaat, monnik en mysticus die deelnam aan de Eerste Kruistocht. Hij verwierf bekendheid door de ontdekking van de Heilige Lans tijdens het Beleg van Antiochië.

## Visioenen
In december 1097, tijdens de belegering van Antiochië, kreeg Peter Bartholomeus visioenen, meestal van de heilige Sint Andreas. Sint Andreas toonde hem in die visioenen de plaats waar de Heilige Lans was verborgen, ergens in de Sint-Pieterskerk in Antiochië. Later kreeg hij in een van zijn visioenen de opdracht de leiders van de Kruistocht hierover te informeren en de lans aan Raymond IV van Toulouse te geven.
Bartholomeus vertelde Raymond en de andere leiders aanvankelijk niets, en had nog vier visioenen voordat hij in juni 1098 met zijn verhaal naar buiten kwam. In februari 1098 begon hij zijn gezichtsvermogen te verliezen. Dit was waarschijnlijk het gevolg van een toen heersende hongersnood, maar Bartholomeus geloofde dat het Sint Andreas was die hem strafte.

## Vondst

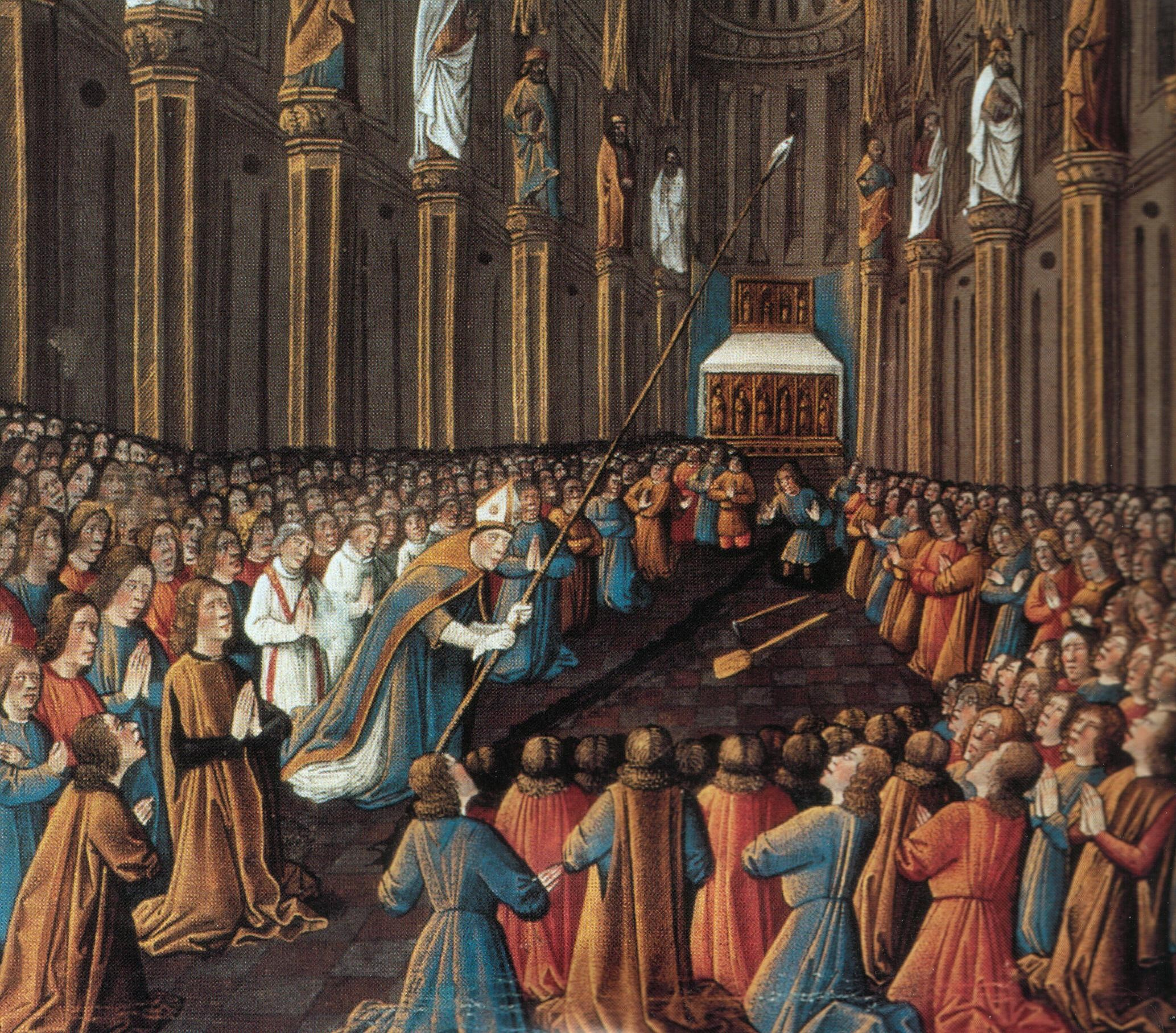
Vertoning van de Heilige Lans in de Sint-Pieterkathedraal

Na de inname van Antiochië begon Raymond van Aguilers samen met Willem, bisschop van Orange in de morgen van 15 juni te graven in de Sint-Pieterkathedraal. Ze vonden niets, maar toen Bartholomeus zelf in de put ging graven, kwam hij met een speerpunt naar boven.
Bohemund was sceptisch over de vondst van de Heilige Lans, maar het viel niet te ontkennen dat de vondst de moraal van de kruisvaarders goed deed. Onder de kerkgezanten bestond verdeeldheid over het visioen van Bartholomeus. Adhemar van Le Puy had zijn bedenkingen omdat hij al in Constantinopel een reliek had gezien van de Heilige Lans. Voor de Arabieren was er geen twijfel over de fraude: Ali Ibn al-Athir beschrijft hoe Bartholomeus de lans voordien zelf had begraven.
De ontdekking van de Lans werd aanvankelijk gezien als een goed voorteken, en deze vondst voerde het moreel van de kruisvaarders op toen zij door een moslimleger werden belegerd. Bartholomeus kreeg daarna nog een visioen waarin Sint Andreas hem en de kruisvaarders opdroeg om nog eens vijf dagen te vasten, waarna ze de volledige overwinning op de moslims konden behalen.

## Vuurproef
Uiteindelijk werd de reputatie van Bartholomeus aangetast omdat veel edelen hem niet geloofden. Hij had ook gezegd dat Christus hem had bezocht en de kruisvaarders opdroeg om blootvoets naar Jeruzalem op te trekken. Deze oproep werd grotendeels genegeerd. Andere visioenen van Christus, Sint Andreas, Adhemar en anderen, openbaarden de goddelijke toorn over de diverse zonden en de ondeugden van de kruisvaarders.
Op 8 april 1099 onderging Bartholomeus een vuurproef in een poging zijn gelijk te bewijzen. Het is zeer waarschijnlijk dat hij tijdens deze proef behoorlijke brandwonden opliep. Bartholomeus beweerde echter niet verwond te zijn doordat Christus in de brand aan hem was verschenen, en dat hij pas daarna door een menigte die hem had meegesleept gewond was geraakt. Hij stierf aan zijn verwondingen op 20 april.